# Monodromie

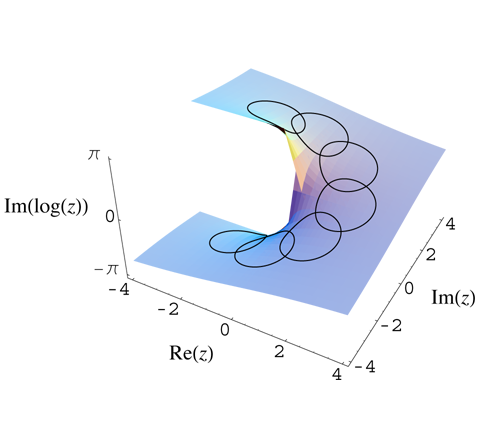
Partie imaginaire du logarithme complexe. En essayant de définir le logarithme complexe sur C \ {0}, on obtient différentes réponses en suivant différents chemins. Cela conduit à un groupe de monodromie cyclique infini et à un recouvrement de C \ {0} par un hélicoïde (un exemple de surface de Riemann).

La monodromie est l'étude du comportement de certains objets mathématiques « lorsqu'on tourne autour d'une singularité ». Un premier aspect de ce phénomène se rencontre dans le domaine des fonctions complexes admettant plusieurs déterminations dans le plan complexe épointé, comme le logarithme ou les puissances rationnelles : suivre continument une détermination d'une telle fonction le long d'un lacet autour de l'origine conduit après un tour à obtenir une autre détermination. Pour une fonction donnée, ce phénomène est usuellement codé dans un groupe, appelé groupe de monodromie, qui est le quotient du groupe fondamental de la surface sur laquelle les différentes déterminations de la fonction sont initialement définies correspondant dans la correspondance de Galois à la plus petite surface sur laquelle la fonction devient univoque.